# Perdas de Fogu
Perdas de Fogu è un romanzo noir scritto da Massimo Carlotto e il collettivo Mama Sabot, gruppo di nove scrittori più o meno emergenti.
L'opera è ambientata attorno al Poligono sperimentale e di addestramento interforze di Salto di Quirra, e per la sua preparazione gli autori raccolsero centinaia di pagine di documentazione sui casi di cronaca che coinvolsero l'area e che fanno da base al romanzo. 

## Il romanzo
Perdas de Fogu – "pietre di fuoco" – è il Poligono Sperimentale di Addestramento Interforze del Salto di Quirra, il più grande d'Europa, luogo militare ceduto in fitto per milioni di euro a varie multinazionali per sperimentazioni belliche, coperte dal segreto di Stato, nonché da quello industriale. Sperimentazioni che sono probabilmente la causa delle patologie leucemiche o tumorali del sistema emolinfatico che hanno investito in percentuali nettamente superiori alla media gli abitanti del luogo. Si tratta di sindromi del tutti simili a quelle che hanno colpito alcuni soldati reduci dalle guerre del Golfo e dei Balcani dopo l'esposizione all'uranio impoverito.
C'è, dunque, qualcosa di funesto nell'aria di Quirra. Questo qualcosa è rappresentato dalle nanoparticelle radioattive, capaci di penetrare in pochi secondi nei polmoni e in altri organi vitali dell'uomo e restarvi in stato dormiente per un tempo più o meno variabile, passato il quale entrano in azione con effetti devastanti come veri e propri aliens. Non solo. Le nanoparticelle sono in grado di diffondersi anche attraverso lo sperma.
Non a caso, il romanzo si apre con Nina, una ricercatrice, che a bordo del suo piccolo fuoristrada si reca in una piccola tenuta della macchia mediterranea sarda, per esaminare il cadavere - il quarto in poco tempo - di un agnellino nato morto con le orecchie al posto degli occhi. L'obbiettivo della donna non è tanto quello di denunziare la verità alla cittadinanza, ma lo scoprire un qualche antidoto allo scopo di fare carriera all'Università (naturalmente straniera: la ragazza è brava, ma non è figlia d'arte né si concede ai baroni). Ma, i movimenti della studiosa non passano inosservati agli occhi di quanti desiderano che Perdas de fogu rimanga il luogo privilegiato delle segretissime manovre degli eserciti e delle industrie della guerra.
Inizia così una dance macabre con omicidi, stupri, complotti, ad opera di mercenari e delinquenti di mezza tacca, ex contractor e politici e militari corrotti, tra cui spicca la figura di Pierre Nazzari, un disertore ricattato dai servizi segreti. Uomini e donne dal destino segnato, figli di un'Italia cattiva e disumana. Un'Italia che ha in Porto di Quirra, a pochi chilometri dai lustrini e dalle paillettes del Billionaire, il suo cuore di tenebra.

## Premi
Il libro ha vinto la prima edizione del Premio Letterario Noir Ecologista "Jean Claude Izzo".

## Edizioni
- Massimo Carlotto, Mama Sabot, Perdas de Fogu, 1 ed, Roma, Edizioni e/o, dicembre 2008, ISBN 978-88-7641-841-9.